# Marion Wagner (Fußballspielerin)
Marion Wagner (* 13. August 1968 in Wilhelmshaven) ist eine ehemalige deutsche Fußballspielerin.

## Karriere

### Verein
Wagner gelangte 14-jährig zur Frauenfußballabteilung des TV Jahn Delmenhorst. Als 176 cm große Torhüterin der ersten Mannschaft spielte sie von 1986 bis 1992 in der Regionalliga Nord. Nachdem ihre Mannschaft die Saison 1990/91 als Nordmeister abschließen konnte, scheiterte sie in der Aufstiegsrunde für die Bundesliga 1991/92. In der Folgesaison gewann ihre Mannschaft abermals die Nordmeisterschaft und setzte sich in der Aufstiegsrunde für die Bundesliga 1992/93 als Zweitplatzierter hinter dem STV Lövenich durch.
In der Gruppe Nord der seinerzeit zweigleisigen Bundesliga wurde kein einziges der 18 Punktspiele gewonnen; mit einem Torverhältnis von 5:54 und einem Punktverhältnis von 4:32 stieg sie mit ihrer Mannschaft am Saisonende 1992/93 in die Regionalliga Nord ab.

### Nationalmannschaft
Wagner bestritt für die A-Nationalmannschaft zwei Länderspiele. Sie debütierte am 6. September 1987 im Delmenhorster Stadion an der Düsternortstraße beim 3:2-Sieg im Testspiel gegen die Nationalmannschaft Islands. Ihren letzten Einsatz als Nationalspielerin hatte sie am 20. Juli 1988 in Arco bei der 0:1-Niederlage im Testspiel gegen die Nationalmannschaft Italiens.

## Erfolge
- Meister Regionalliga Nord 1991, 1992 und Aufstieg in die 2. Bundesliga Nord

## Sonstiges
Eine Zeit lang war sie als Torwart-Trainerin bei der SpVg Aurich tätig.